# Explorer 32
Explorer 32, noto anche come Atmosphere Explorer-B (AE-B), è stato un satellite lanciato dagli Stati Uniti per studiare la parte alta dell'atmosfera terrestre. Fu lanciato da Cape Canaveral su un razzo Delta-C1, il 25 maggio 1966. Esso era il secondo di cinque satelliti del Programma Explorer destinati allo studio dell'alta atmosfera.

## Specifiche tecniche
Explorer 32 si componeva di una sfera in acciaio inox, sigillata sotto vuoto, del diametro di 0,889 metri. Era equipaggiato con tre spettrometri di massa (uno per la misurazione di ioni e due per la misurazione di particelle neutre), tre sensori di pressione a magnetron e due sonde elettrostatiche. Era alimentato da una cella solare montata esternamente e da batterie ad ossido d'argento. Il peso del satellite era di 224,5 Kg.
I due spettrometri di massa per le particelle neutre si guastarono dopo pochi giorni, ma gli altri strumenti continuarono a funzionare e permisero l'effettuazione di una parte degli esperimenti scientifici programmati. La sonda smise di funzionare dopo 10 mesi per una depressurizzazione che provocò un guasto irreversibile alle batterie.